# Törökvész
Törökvész ([ˈtøɾøkveːs]) est un quartier de Budapest situé dans le 2e arrondissement en contrebas du Látó-hegy.